# Raleigh (Mississipi)
Raleigh és una població dels Estats Units a l'estat de Mississipi. Segons el cens del 2000 tenia 1.255 habitants.

## Demografia
Segons el cens del 2000, Raleigh tenia 1.255 habitants, 482 habitatges, i 334 famílies. La densitat de població era de 96,1 habitants per km².
Dels 482 habitatges en un 34% hi vivien nens de menys de 18 anys, en un 51% hi vivien parelles casades, en un 14,5% dones solteres, i en un 30,7% no eren unitats familiars. En el 28,6% dels habitatges hi vivien persones soles el 15,6% de les quals corresponia a persones de 65 anys o més que vivien soles. El nombre mitjà de persones vivint en cada habitatge era de 2,56 i el nombre mitjà de persones que vivien en cada família era de 3,17.
Per edats la població es repartia de la següent manera: un 27,7% tenia menys de 18 anys, un 8,2% entre 18 i 24, un 26,6% entre 25 i 44, un 23,4% de 45 a 60 i un 14% 65 anys o més.
L'edat mediana era de 35 anys. Per cada 100 dones de 18 o més anys hi havia 80 homes.
La renda mediana per habitatge era de 26.316 $ i la renda mediana per família de 31.458 $. Els homes tenien una renda mediana de 28.646 $ mentre que les dones 16.417 $. La renda per capita de la població era de 13.982 $. Entorn del 18,9% de les famílies i el 24,2% de la població estaven per davall del llindar de pobresa.

## Poblacions més properes
El següent diagrama mostra les poblacions més properes.